# Lecomtedoxa
Lecomtedoxa – rodzaj roślin z rodziny sączyńcowatych. Obejmuje 5 gatunków drzew występujących w wilgotnych lasach równikowych na obszarze przybrzeżnym Zatoki Gwinejskiej, głównie na terenie Gabonu. 

## Systematyka
Rodzaj należy do podrodziny Chrysophylloideae Luersson w obrębie sączyńcowatych.
Wykaz gatunków
- Lecomtedoxa biraudii Aubrév. & Pellegr.
- Lecomtedoxa heitzana (A.Chev.) Aubrév.
- Lecomtedoxa klaineana (Pierre ex Engl.) Pierre ex Dubard
- Lecomtedoxa nogo (A.Chev.) Aubrév.
- Lecomtedoxa saint-aubinii Aubrév. & Pellegr.